# Massacre des Hungate
Le massacre des Hungate concerne le meurtre de la famille de Nathan Hungate le long de Running Creek (Box Elder Creek près de l'actuelle Elizabeth, au Colorado) le 11 juin 1864,. Cette attaque fut l'un des facteurs qui conduisirent au massacre de Sand Creek le 29 novembre 1864.

## Contexte
Les Hungate s'installèrent dans la région, à environ 40 kilomètres au sud-est de Denver, vers mars de la même année. La famille comprenait Nathan, son épouse Ellen, Laura et Florence. Ils vivaient dans le ranch d'Issac P. Van Wormer qui employait Nathan comme directeur de ranch. Le ranch était situé juste au sud de la County Line Road, entre les comtés d'Araphaoe et d'Elbert, à l'est de Running Creek et au nord de la ville d'Elizabeth. 
Auparavant, en 1861, le traité de Fort Wise avait été conclu avec des tribus amérindiennes du Colorado afin de limiter leur accès aux terrains de chasse, de les contraindre à s'installer dans une réserve et de se mettre à l'agriculture en échange de vivres. Cependant, à la suite de mauvaises récoltes et du non-respect des livraisons de vivres par le gouvernement, les Amérindiens commencèrent à voler de la nourriture et du bétail. En avril 1864, John Evans, gouverneur du territoire, demanda au colonel John Chivington, commandant du 1er régiment de volontaires du Colorado, de « tuer les Cheyennes où qu'ils soient trouvés », et sans se soucier de leur culpabilité. L'unité de cavalerie tua des femmes, des enfants et des hommes innocents, ce qui entraîna des raids de représailles contre des colons du Colorado et du Kansas. 

## Attaque
Le 11 juin, Nathan était parti à cheval avec M. Miller, pour suivre le troupeau de bétail à plusieurs kilomètres du ranch. Ils virent de la fumée provenir de la zone de la cabane de Hungate et soupçonnèrent une attaque amérindienne. Miller décida alors de se rendre à Denver. Il prévint Hungate que sa famille était probablement morte et que s'il retournait sur place, il serait également tué. Hungate revint néanmoins sur ses pas pour constater que sa maison était en feu et sa famille tuée et gravement mutilée. Il fut capturé et tué de la même manière. Le couple avait dans la vingtaine et avait deux enfants, Laura âgée de deux ans et demi et Florence âgée de six mois. 
Arrivé à Denver, Miller informa Van Wormer de l'attaque. Le corps de Nathan Hungate fut trouvé gravement mutilé, atteint de 80 balles à l'écart de la maison. Les corps d'Ellen et des deux filles furent aussi retrouvés mutilés, attachés ensemble et jetés dans un puits peu profond. Toutes les provisions avaient été prise et les bâtiments incendiés.

## Conséquences
Le 13 juin, Van Wormer fit transporter les corps de la famille Hungate à Denver et les exposa au public, créant ainsi une peur de l'imminence des attaques des Amérindiens. Une enquête eut lieu le 14 juin et conclut qu'ils avaient été tués par des inconnus, probablement des Amérindiens. On supposa qu'ils appartenaient peut-être aux tribus Arapahos ou Cheyennes. James Beckwourth, un trappeur expérimenté, indiqua que le meurtre n'était pas compatible avec les manières de tuer des Cheyennes ni des Arapahos. Ses propos furent rapportés dans un article du Daily Commonwealth du 15 juin. D'autres crurent plus tard que l'attaque avait été commise par des membres de la tribu Arapaho.

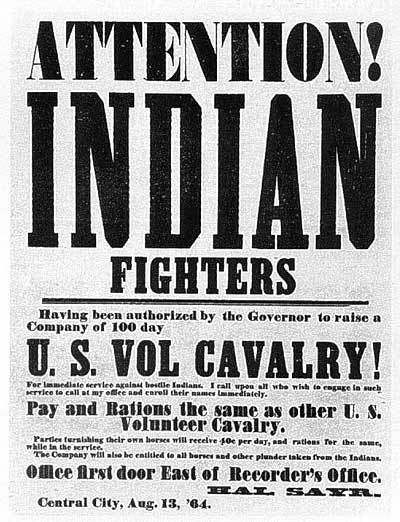
Affiche de recrutement pour les soldats des 100 jours de Chivington.

Les résidents de Denver avaient alors peur et voulaient se venger. Le gouverneur Evans appela les citoyens à tuer les Amérindiens hostiles et demanda aux tribus alliées de se réfugier dans des lieux sécurisés, comme Fort Lyon. Il appela également à une réponse militaire rapide et décisive, au moins partiellement afin de répondre aux inquiétudes de ses concitoyens. Son argumentaire ayant été jugé excessif, la réaction militaire ne fut pas immédiate. Les citoyens prirent alors l'initiative d'attaquer les Amérindiens, provoquant ainsi des réactions de représailles de la part des Cheyennes et des Arapahos. Le 11 août, le département de la Guerre des États-Unis autorisa le recrutement de volontaires pour une durée de 100 jours. Le colonel John Chivington fut nommé commandant de l'unité. Le 29 novembre, Chivington mena une attaque contre un campement de Cheyennes et d'Arapahos, connu sous le nom de massacre de Sand Creek,. 
Van Wormer abandonna son ranch et, après qu'il fut redevenu une propriété du gouvernement, il fut acheté par Frank Girardot. Après quatre inhumations différentes, la famille Hungate fut finalement enterrée au cimetière Fairmont à Denver en juin 1892. En 1939, les Femmes Pionnières du Colorado érigèrent un monument dans le comté d'Elbert en l'honneur des Hungate et de la famille Dietemann, tuée et scalpée en 1868. Le monument est situé devant le palais de justice du comté d'Elbert à Kiowa, dans le Colorado.